# Sumberdadap
Sumberdadap is een bestuurslaag in het regentschap Tulungagung van de provincie Oost-Java, Indonesië. Sumberdadap telt 3373 inwoners (volkstelling 2010).